# Saint-Martin-Lars-en-Sainte-Hermine
Saint-Martin-Lars-en-Sainte-Hermine és un municipi francès situat al departament de Vendée i a la regió de País del Loira. L'any 2007 tenia 451 habitants.

## Demografia

### Població
El 2007 la població de fet de Saint-Martin-Lars-en-Sainte-Hermine era de 451 persones. Hi havia 179 famílies de les quals 61 eren unipersonals (37 homes vivint sols i 24 dones vivint soles), 57 parelles sense fills i 61 parelles amb fills.
La població ha evolucionat segons el següent gràfic:
Habitants censats

### Habitatges
El 2007 hi havia 256 habitatges, 192 eren l'habitatge principal de la família, 46 eren segones residències i 18 estaven desocupats. Tots els 253 habitatges eren cases. Dels 192 habitatges principals, 168 estaven ocupats pels seus propietaris, 19 estaven llogats i ocupats pels llogaters i 5 estaven cedits a títol gratuït; 10 tenien dues cambres, 24 en tenien tres, 43 en tenien quatre i 115 en tenien cinc o més. 156 habitatges disposaven pel capbaix d'una plaça de pàrquing. A 77 habitatges hi havia un automòbil i a 90 n'hi havia dos o més.

### Piràmide de població
La piràmide de població per edats i sexe el 2009 era:
| Homes | Edats   | Dones |
| ----- | ------- | ----- |
| 0     | 95 o +  | 0     |
| 0     | 90 a 94 | 4     |
| 4     | 85 a 89 | 4     |
| 0     | 80 a 84 | 8     |
| 16    | 75 a 79 | 24    |
| 16    | 70 a 74 | 24    |
| 8     | 65 a 69 | 16    |
| 20    | 60 a 64 | 16    |
| 12    | 55 a 59 | 12    |
| 8     | 50 a 54 | 0     |
| 24    | 45 a 49 | 12    |
| 20    | 40 a 44 | 16    |
| 24    | 35 a 39 | 12    |
| 4     | 30 a 34 | 4     |
| 0     | 25 a 29 | 8     |
| 8     | 20 a 24 | 0     |
| 12    | 15 a 19 | 12    |
| 20    | 10 a 14 | 0     |
| 4     | 5 a 9   | 12    |
| 12    | 0 a 4   | 8     |

## Economia
El 2007 la població en edat de treballar era de 257 persones, 177 eren actives i 80 eren inactives. De les 177 persones actives 162 estaven ocupades (97 homes i 65 dones) i 15 estaven aturades (7 homes i 8 dones). De les 80 persones inactives 36 estaven jubilades, 15 estaven estudiant i 29 estaven classificades com a «altres inactius».

### Ingressos
El 2009 a Saint-Martin-Lars-en-Sainte-Hermine hi havia 170 unitats fiscals que integraven 401 persones, la mediana anual d'ingressos fiscals per persona era de 15.620 €.

### Activitats econòmiques
Dels 16 establiments que hi havia el 2007, 3 eren d'empreses alimentàries, 1 d'una empresa de fabricació d'altres productes industrials, 4 d'empreses de construcció, 3 d'empreses de comerç i reparació d'automòbils, 1 d'una empresa de transport, 1 d'una empresa d'hostatgeria i restauració, 1 d'una empresa financera i 2 d'empreses de serveis.
Dels 5 establiments de servei als particulars que hi havia el 2009, 1 era una oficina bancària, 1 paleta, 2 fusteries i 1 electricista.
Els 3 establiments comercials que hi havia el 2009 eren fleques.
L'any 2000 a Saint-Martin-Lars-en-Sainte-Hermine hi havia 22 explotacions agrícoles que ocupaven un total de 980 hectàrees.

## Equipaments sanitaris i escolars
El 2009 hi havia una escola elemental.

## Poblacions més properes
El següent diagrama mostra les poblacions més properes.